# Genevieve Buechner

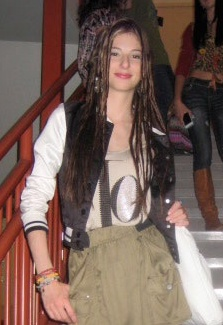
Genevieve Buechner (2013)

Genevieve „Genna“ Sterling Buechner (* 10. November 1991 in Edmonton, Alberta) ist eine kanadische Theater- und Filmschauspielerin.

## Leben
Genevieve Buechner wurde am 10. November 1991 um 2:30 Uhr als Tochter von Tea Buechner in Edmonton geboren. Sie ist die Stieftochter des Sängers und Akkordeonspielers Geoff Berner. Als die Familie nach Vancouver zog, schloss sie sich dem Vancouver Youth Theatre an. 2018 outete sie sich als bisexuell. Sie debütierte 2002 in einer Episode der Fernsehserie Jeremiah – Krieger des Donners als Filmschauspielerin. In den nächsten Jahren folgten weitere Besetzungen in Fernsehserien und Spielfilmen. Unter anderem in The Final Cut – Dein Tod ist erst der Anfang als Isabel Bannister, an der Seite von Robin Williams.
Eine längere Serienrolle durfte sie von 2004 bis 2005 in 4400 – Die Rückkehrer verkörpern. In der Fernsehserie Caprica verkörperte sie in insgesamt acht Episoden die Rolle der Tamara Adama. Eine weitere große Serienrolle übernahm sie von 2014 bis 2016 in The 100, wo sie die Rolle der Fox übernahm. Von 2015 bis 2018 verkörperte sie die Rolle der Madison in insgesamt 35 Episoden der Fernsehserie UnREAL.

## Filmografie
- 2002: Jeremiah – Krieger des Donners (Jeremiah) (Fernsehserie, Episode 1x15)
- 2002: Saint Monica
- 2003: Dead Zone (The Dead Zone) (Fernsehserie, Episode 2x14)
- 2003: Princess Castle (Kurzfilm)
- 2003: Devil Winds (Fernsehfilm)
- 2004: The Final Cut – Dein Tod ist erst der Anfang (The Final Cut)
- 2004: Family Sins – Familie lebenslänglich (Family Sins) (Fernsehfilm)
- 2004: The Love Crimes of Gillian Guess (Fernsehfilm)
- 2004–2005: 4400 – Die Rückkehrer (The 4400) (Fernsehserie, 5 Episoden)
- 2005: Bob der Butler (Bob the Butler)
- 2005: Masters of Horror (Fernsehserie, Episode 1x03)
- 2005: Supernatural (Fernsehserie, Episode 1x05)
- 2006: Saved (Fernsehserie, Episode 1x07)
- 2006: Mount Pleasant
- 2008: Vipers (Fernsehfilm)
- 2008: Desperate Hours: An Amber Alert (Fernsehfilm)
- 2009: Come Dance at My Wedding (Fernsehfilm)
- 2009: Jennifer’s Body – Jungs nach ihrem Geschmack (Jennifer’s Body)
- 2009: Courage
- 2009–2010: Caprica (Fernsehserie, 8 Episoden)
- 2010: Elopement (Fernsehfilm)
- 2010: Bond of Silence (Fernsehfilm)
- 2010: Daydream Nation – Drei sind einer zuviel (Daydream Nation)
- 2010: Fringe – Grenzfälle des FBI (Fringe) (Fernsehserie, Episode 3x09)
- 2010: Timo Descamps: Like It Rough (Kurzfilm)
- 2011: Judas Kiss
- 2011: The Killing (Fernsehserie, Episode 1x02)
- 2011: Girl Fight (Fernsehfilm)
- 2011: Finding a Family (Fernsehfilm)
- 2011: R. L. Stine’s The Haunting Hour (Fernsehserie, Episode 2x11)
- 2011: Vergiss mich nicht! (Good Morning, Killer) (Fernsehfilm)
- 2011: Heavenly (Fernsehfilm)
- 2012: Emily Owens (Emily Owens, M.D.) (Fernsehserie, Episode 1x03)
- 2013: One Foot in Hell (Fernsehfilm)
- 2013: Eve of Destruction (Mini-Serie, 2 Episoden)
- 2013: If I Had Wings
- 2014: The Dark Place
- 2014: Wenn ich bleibe (If I Stay)
- 2014: Mimi & Me (Kurzfilm)
- 2014: Girlfriends’ Guide to Divorce (Fernsehserie, 3 Episoden)
- 2014–2016: The 100 (Fernsehserie, 12 Episoden)
- 2015: My Life as a Dead Girl
- 2015: G.U.M. (Kurzfilm)
- 2015: Jim Henson’s Turkey Hollow (Fernsehfilm)
- 2015–2018: UnREAL (Fernsehserie, 35 Episoden)
- 2016: iZombie (Fernsehserie, Episode 2x14)
- 2016: PLAN b (Kurzfilm)
- 2016: Counter Act (Kurzfilm)
- 2017: The Hollow Child
- 2018: Akte X – Die unheimlichen Fälle des FBI (The X-Files) (Fernsehserie, Episode 11x09)
- 2018: Supernatural (Fernsehserie, Episode 14x04)
- 2019: The Dating List (Fernsehfilm)
- 2020: Speech & Debate (Kurzfilm)